# Sirène des Fidji
 (mars 2013).
Si vous disposez d'ouvrages ou d'articles de référence ou si vous connaissez des sites web de qualité traitant du thème abordé ici, merci de compléter l'article en donnant les références utiles à sa vérifiabilité et en les liant à la section « Notes et références ».

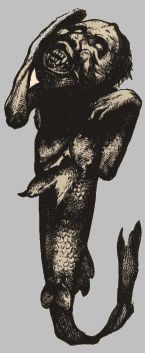
Sirène de P.T. Barnum 1842

La sirène des Fidji est un montage taxidermique composé du torse et de la tête d'un jeune singe attachés à l'arrière d'un poisson, le tout partiellement couvert de papier mâché. C'était une des présentations communes des spectacles de fêtes foraines, censé représenter le corps momifié d'une sirène ou, du moins, d'une créature mi-mammifère, mi-poisson. Le premier spécimen serait issu de l'imagination de Phineas Taylor Barnum au XIXe siècle. En effet cette supercherie est élaborée par Barnum lui-même, dont il témoigne dans son autobiographie.  Il met donc en place au courant de l’année 1842, avec son compère le professeur Griffin, incarné par Levi Lyman, une stratégie qui vise à diffuser leur spécimen aux yeux du public. 